# ブルースター (企業)
ブルースター株式会社（英称：Bluestar Corporation）は、大規模システム設計・構築、ITコンサルティング、M&A仲介を得意とするネットマーケティング専門の企業である。

## 概要
パソコン通信時代にNIFTY-ServeのFMフォーラムやWindowsフォーラムのSYSOPを務めていた坂本光正が、フォーラム運営および企業からのネット運営受託を目的として1990年に立ち上げたネットマーケティング専門会社。当時はネットマーケティングを企業に対してコンサルティングを行う会社は存在しておらず、日本初であることを自称している。
ネットマーケティング会社としては珍しく知識移転モデルによる事業を展開しており、ノウハウ非開示型の受託モデルが中心の同業他社とは異なる。電子商取引関連の大規模システムの構築を得意としており、通販会社への納入実績があると公表されている。
自己資本による投資事業を行なっており数億円を企業の設立初期段階より行なっている。おりこんダイレクトデジタル(現オリコン)には、設立時より投資を行い創業家に次ぐ株主であった。
1998年頃よりM&Aアドバイザリーを開始、情報通信分野に限定した展開をビジネスデューデリジェンスと共に行っている。2000年にネットマーケティング事業をEC総合研究所（後にECジャパン）へ移管したため、自己資本投資、M&Aアドバイザリー、外国企業の日本進出が事業の主体となったが、2006年にECジャパンの事業を併合し、ネットマーケティング事業を再開した。2010年より米国 PC Pitstop 社のPCチューニングソフトPC Maticの日本総代理店を、2013年よりスウェーデン Clavister AB社製UTMの総ディストリビューターを行っている。